# Programa nuclear del Reino Unido
El Reino Unido fue el tercer país (tras Estados Unidos y la Unión Soviética) en probar y desarrollar armas nucleares de manera independiente a partir de octubre de 1952. Es uno de los cinco Estados con armas nucleares reconocidos bajo el Tratado de No Proliferación Nuclear, que ratificó el Reino Unido en 1968. Actualmente, conserva un arsenal de alrededor de 160 ojivas nucleares operativas y 225 ojivas en total, como parte del sistema nuclear Trident.
Desde la firma del Acuerdo de defensa mutua entre los Estados Unidos y el Reino Unido de 1958, Estados Unidos y el Reino Unido han cooperado ampliamente en asuntos de seguridad nuclear. La relación especial entre ambos países ha incluido el intercambio de información científica clasificada y de materiales nucleares, tales como el plutonio. El Reino Unido no ha desarrollado un sistema de transporte de armas nucleares independiente ni un programa de producción desde la cancelación del Blue Streak en los años 1960; en su lugar, ha llevado a cabo (para su propio uso) un desarrollo conjunto de sistemas de transporte estadounidenses, diseñado y producidos por Lockheed Martin, y equipándolos con ojivas diseñadas y producidas por el Establecimiento de Investigación de Armas Atómicas del Reino Unido y su sucesor, el Establecimiento de Armamento Atómico. En 1974, un informe sobre la proliferación de armas nucleares de la Agencia Central de Inteligencia destacó que «en muchos casos, [la tecnología británicas en los campos nucleares y de misiles] se base en tecnología recibida de Estados Unidos y no puede ser aprobada legítimamente sin permiso de Estados Unidos».
Con los demás miembros permanentes del Consejo de Seguridad de Naciones Unidas, el Reino Unido solo opera un sistema de lanzamiento de armas nucleares desde que se canceló el programa de bombas WE.177 en 1998. El actual se llama sistema nuclear Trident, sustituye al anterior sistema nuclear Polaris y consiste en cuatro submarinos clase Vanguard basado en HMNB Clyde, armado con hasta 16 misiles Trident, cada uno de los cuales carga hasta ocho MIRV, desempeñando funciones de disuasión tanto estratégicos como subestratégicos.
El Establecimiento de Armamento Atómico, productor de las ojivas nucleares británicas, actualmente lleva a cabo investigación dedicada en su mayor parte a proveer nuevas armas. El 4 de diciembre de 2006, el entonces primer ministro Tony Blair anunció un plan para un nuevo tipo de submarinos nucleares en reemplazo del sistema Trident.